# Aecio
Flavio Aecio (en latín, Flavius Aetius; c. 396-21/22 de septiembre de 454)fue un general romano muy influyente durante el periodo final del Imperio romano de Occidente, entre los años 433 y 454, en los que dirigió la defensa del Imperio contra los ataques de los pueblos bárbaros. Precedido por jefes militares mediocres y efímeros, Aecio destaca en su cargo por ser capaz de poner orden a un caótico y tambaleante Imperio de Occidente.
Fue uno de los más brillantes genios militares en la historia de Roma, prestigio alcanzado por su gran participación en la Batalla de los Campos Cataláunicos en el año 451, donde logró una victoria estratégica sobre Atila, acabando con el aura de invencibilidad del rey huno, quien posteriormente invadió Italia, devastando las provincias septentrionales, y logró hacer huir al emperador de Occidente Valentiniano III de su capital, Rávena, en el 452, pero no pudo tomar Roma (Planeó nuevas campañas contra los romanos, pero murió en 453. De manera que solo la muerte le negó definitivamente el campo de batalla e impidió la invasión total de los territorios romanos).
El asesinato de Aecio, a manos del emperador Valentiniano III, en 454, destruiría las esperanzas del imperio de recuperarse y lo condenaría al fracaso, al no volver a aparecer un líder político como él hasta el fin del Imperio romano de Occidente.

## Biografía

### Primeros años
Aecio nació en la última década del siglo IV en Durostorum, población perteneciente a la provincia romana de Escitia Menor, en lo que hoy es la región de Dobruja, fronteriza entre Rumanía y Bulgaria. Su padre, Flavio Gaudencio, procedía de una familia militar romana de origen esciro, o godo, que llegó a ser magister militum de las Galias, donde murió en la década de 420; mientras que su madre, Aurelia[cita requerida], pertenecía a una acaudalada familia senatorial. Su ilustre ascendencia fue precisamente causa de que pasara parte de su juventud como rehén, primero de los godos entonces liderados por Alarico, entre 405 y 408, y después de los hunos, posiblemente entre 411 y 414.

### Carrera militar
Se sabe que su padre, Gaudencio, había logrado que Honorio pactara una alianza con los hunos para atacar a los bárbaros que amenazaban las fronteras romanas y como garantía de dicho pacto, se hizo un intercambio de rehenes, resultado del cual Aecio vivió entre los hunos cerca de tres años, durante los que se familiarizó con sus costumbres y sus tácticas militares.
Sirvió como magister equitum per Gallias durante la jefatura militar de Felix, hasta que, en 433, alcanzó él mismo la magistratura de magister militum tras una breve guerra civil contra Bonifacio. A partir de aquí, se convirtió en la persona más relevante del Imperio de Occidente. Protegió Italia y detuvo la expansión de los bárbaros: frenó a los visigodos en la Galia y arrinconó a los burgundios en Saboya. En la Batalla del Monte Colubrario del año 438 derrotó a los godos, lo que fue celebrado por el poeta Merobaudes en uno de los dos panegíricos que le dedicó. Otras decisiones son mal recibidas, pero inevitables, como el reconocimiento del asentamiento vándalo en el norte de África.
Su campaña más notable, la que le valdrá para la historia el sobrenombre de «el último romano», será la que dirigirá contra los hunos. Sintiéndose insultado su caudillo, Atila, por el emperador Valentiniano III ante el rechazo de la petición de mano de su hermana Honoria, se lanza a destruir Roma. Para ello convoca una gran confederación de tribus escitas, sármatas, gépidas y ostrogodas, que se unen a los hunos en su marcha. Pero Aecio dirigiendo magistralmente a francos, alanos, visigodos, y a las tropas romanas que quedaban logra una somera victoria estratégica en los Campos Cataláunicos en el año 451: es la última gran batalla del Imperio de Occidente.
En esta batalla cayó el poderoso rey visigodo Teodorico I, vital aliado de Aecio. Este, temiendo un peligroso incremento del poder visigodo, alentó a Turismundo, hijo de Teodorico, a acudir a Tolosa para asegurarse la sucesión con la idea de envolver al reino visigodo en una guerra entre pretendientes rivales al trono. La marcha del importante contingente visigodo impidió a Aecio exterminar a los invasores, permitiendo a Atila la retirada con los restos de su ejército. El rey huno, pues, podrá reorganizar sus tropas e invadir la península itálica al año siguiente, en 452, ante la total impotencia de Aecio. Llegado ante las murallas de Roma, se cuenta que Atila no tomó la ciudad gracias a la intervención del papa León I el Magno, aunque probablemente se debiera a las epidemias y hambrunas que su ejército estaba sufriendo.

### Campañas contra burgundios, bagaudas y visigodos

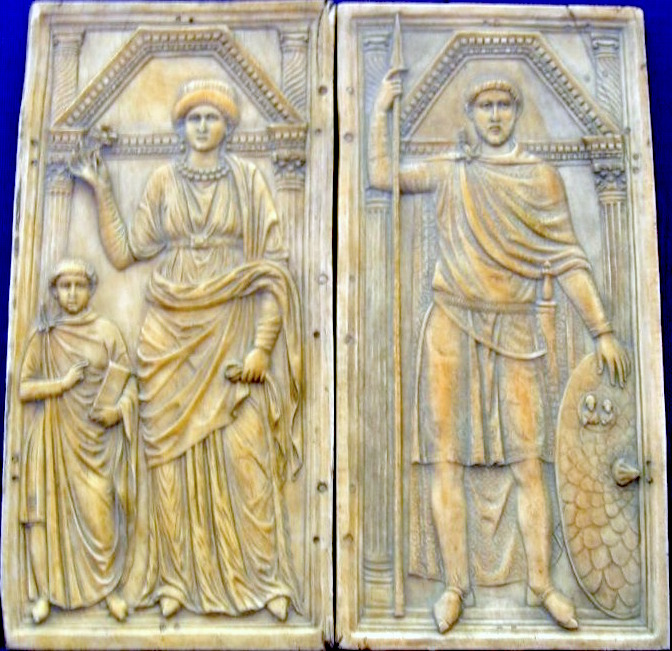
El díptico de la catedral de Monza, que puede haber sido encargado en el primer consulado de Aecio, aunque también podría representar a Estilicón.

Entre 433 y 450, Aecio fue la figura dominante en el Imperio de Occidente, obteniendo el rango de magnificus vir parens patriusque noster el 5 de septiembre de 435 y desempeñando el papel de "protector" de Gala Placidia y Valentiniano III, mientras este emperador aún era joven.Al mismo tiempo siguió dedicando atención a la Galia. En 436, los burgundios del rey Gundacar fueron derrotados y obligados a aceptar la paz por Aecio y Avito; sin embargo, al año siguiente envió a hunos foederati para destruirlos. Supuestamente 20.000 burgundios fueron asesinados en una matanza que probablemente se convirtió en la base del cantar de los nibelungos, una épica alemana. Ese mismo año Aecio estaba probablemente en Armorica con Litorio para suprimir una rebelión de los bagaudas bajo un cierto Tibatto. El año 437 fue testigo de su segundo cónsul y de la boda de Valentiniano y Licinia Eudoxia en Constantinopla; es probable que Aecio asistiera a la ceremonia que marcó la restauración del gobierno directo del emperador. Por aquel entonces su general Litorio había roto el asedio de Narbona y había decantado la guerra a favor de los romanos. Los dos años siguientes estuvieron ocupados por una campaña contra los suevos y por la guerra contra los visigodos; en 438 Aecio ganó una batalla importante —probablemente la batalla del Monte Colubrario—, pero en 439 los visigodos derrotaron y mataron a Litorio y a sus hunos foederati. Aecio regresó a la Galia después de que Witerico hubiera estabilizado la situación, y derrotó a los visigodos y firmó un tratado. A su regreso a Italia, fue honrado con una estatua erigida por el Senado y el Pueblo de Roma por orden del emperador; esta fue probablemente la ocasión para el panegírico escrito por Merobaudes.
En 443, Aecio asentó a los burgundios restantes en Sapaudia, al sur del lago Lemán. Su preocupación más acuciante en la década de 440 fueron los problemas en la Galia y Hispania, principalmente con los bagaudas y así asentó a los alanos alrededor de Valence en 440 y a lo largo del Loira incluyendo Aurelianum en 442 para contener los disturbios en Armórica.
En Hispania, Aecio fue perdiendo poco a poco el control de la situación. En 441 nombró a Asturio Magister Militum per Hispanias, con el fin de acabar con los bagaudas en la Tarraconense. Fue destituido y Merobaudes derrotó a los bagaudas de Aracellitanus en 443. En 445 los romanos hicieron que los vándalos atacaran Turonium en Gallaecia, seguidos por Vito, que hizo campaña con una fuerza combinada de romanos y godos en 446, pero fue derrotado en última instancia.
Los bagaudas de Armórica volvieron a sublevarse en 447 o 448, y fueron sofocados por los alanos de Goar. Como resultado, el líder de la revuelta Eudoxio huyó a la corte de Atila el Huno. En 449 los bagaudas en Hispania se rebelaron y saquearon Turiasso, Caesaragusta, y Illerdensus. Los suevos también entraron en la Tarraconense para ayudar a Basilio y su revuelta.
En 445 Mayoriano derrotó un asedio franco de Turonum, que fue seguido por un ataque de los francos bajo Clodio en la región de Atrebatum, en Belgica Secunda. Los foederati fueron detenidos en una emboscada cerca de Vicus Helena, donde Aetius dirigió las operaciones mientras su comandante Majorian (más tarde emperador) luchaba con la caballería. Sin embargo, en 450 Aecio ya había vuelto a las buenas relaciones con los francos. En 449 murió Clodio, y el patricio apoyó la pretensión al trono de su hijo menor Meroveo. Aecio lo adoptó como hijo propio y lo envió desde Roma, donde había sido embajador, a la corte franca con muchos regalos.

### Invasiones hunas de la Galia e Italia

El posible camino de las fuerzas hunas en su invasión de la Galia, hasta la Batalla de los Campos Cataláunicos.

Antes de 449, Aecio había firmado un acuerdo con los hunos, permitiendo que algunos de ellos se establecieran en Panonia, a lo largo del Sava; también envió a Atila, el rey de los hunos, a un hombre llamado Constancio como secretario. En 449, Atila se enfadó por un supuesto robo de un plato de oro, y Aecio le envió una embajada bajo el mando de Rómulo para calmarlo; Atila le envió un enano, Zerco, como regalo, que Aecio devolvió a su dueño original, Aspar.
Sin embargo, los buenos términos entre romanos y hunos no duraron, ya que Atila quería atacar la Galia romana; sabía que Aecio era un serio obstáculo para su empresa, e intentó que lo destituyeran, pero en 451, cuando los hunos atacaron, Aecio seguía siendo el comandante del ejército romano en la Galia. El gran ejército hunno-germano capturó varias ciudades, y se dirigió hacia Aurelianum.
Aetius, con la ayuda del influyente senador galo-romano Avitus, convenció a los visigodos del rey Teodorico I para que se unieran a él contra la amenaza exterior; también consiguió persuadir a Sangibano (que fue falsamente acusado de planear unirse a los hunos), a los armoricanos, a los francos salios, a algunos de los sajones y a los burgundios de Sapaudia para que se unieran a sus fuerzas. A continuación, el ejército conjunto romano y visigodo se movilizó para aliviar la ciudad sitiada de Aurelianum, obligando a los hunos a abandonar el asedio y retirarse a campo abierto.
El 20 de junio de 451 Aecio y Teodorico se enfrentaron a Atila y sus aliados en la Batalla de los Campos Cataláunicos. Teodorico murió en la batalla, y Aecio sugirió a su hijo Turismundo que se retirara a Tolosa para asegurar su trono, y persuadió a Meroveo para que regresara a las tierras de los francos; por esta razón se dice que Aecio se quedó con todo el botín del campo de batalla para su ejército.
Atila regresó en 452 para insistir de nuevo en su reclamación de matrimonio con Honoria; Aecio fue incapaz de bloquear el avance de Atila a través de los Alpes Julianos. En su lugar, optó por guarnecer Aquilea contra la embestida de Atila. Atila invadió y asoló Italia, saqueando numerosas ciudades y arrasando Aquilea por completo, sin dejar supuestamente rastro alguno. Valentiniano III huyó de la corte de Rávena a Roma; Aecio permaneció en el campo pero carecía de fuerzas para ofrecer batalla, en su lugar posicionó a su ejército en Bononia para bloquear los caminos a través de los Apeninos hacia Rávena y Roma. Edward Gibbon, sin embargo, dice que Aecio nunca mostró su grandeza con mayor claridad al conseguir hostigar y frenar el avance de Atila con sólo una fuerza en la sombra. Atila se detuvo finalmente en el Po, donde se encontró con una embajada que incluía al prefecto Trygetius, el ex cónsul Genadio Avieno, y el papa León I. Tras la reunión, hizo retroceder a su ejército, sin haber conseguido ni la mano de Honoria ni los territorios que deseaba. Los historiadores antiguos y medievales tendieron a atribuir al papa León y a las fuerzas sobrenaturales el mérito de haber detenido a Atila, pero también es posible que una serie de factores prácticos indujeran a Atila a retirarse: su ejército era incapaz de obtener alimentos suficientes y sufría enfermedades, el ejército de Aecio estaba ocupado hostigando a los hunos y, por último, Marciano había enviado fuerzas al norte del Danubio para atacar las tierras natales de los hunos y sus vasallos bajo el mando de otro Aecio.

### Muerte
Para desgracia de Aecio, su popularidad, recalcada por su contemporáneo, el poeta hispanorromano Merobaudes, quien escribió dos panegíricos en su honor, le valió el recelo del emperador, quien, abrigando sospechas de una hipotética pretensión al trono, hizo que lo llamaran a palacio, y después de una intensa discusión, asesinó por sorpresa a Aecio atravesándolo con una espada. Al año siguiente, dos antiguos oficiales de Aecio asesinaron al emperador durante un desfile militar, seguramente a instancias del influyente y rico senador romano Petronio Máximo, que aspiraba al trono.